# ChAI-4
Die ChAI-4 (russisch ХАИ-4) ist ein sowjetisches Experimentalflugzeug, das am Luftfahrtinstitut Charkiw in den 1930er Jahren entwickelt wurde. Sie ist ein aus Holz gebautes Nurflügelflugzeug in Tiefdeckerauslegung und einem nicht einziehbaren Heckradfahrwerk.

## Entwicklung
Angetrieben wurde die Maschine von einem im Heck untergebrachten Sternmotor, der auf einen Schubpropeller wirkte. An den Tragflügelenden waren Endscheiben angebracht, die das Seitenruder trugen. Die Maschine war für zwei Personen ausgelegt.
Am inneren der Tragflügel waren die Höhenruder angebracht, weiter außen befanden sich die Querruder.
Der Erstflug war im Oktober 1934. Dabei zeigte sich, dass die Höhenruderwirksamkeit viel zu gering war. Es war, auch aufgrund des eingeleiteten Momentes des Heckpropellers, der die Nase herunterdrückte, kaum möglich, das Flugzeug in die Luft zu bringen. Die Abhebegeschwindigkeit betrug 180 km/h. Die Maschine erwies sich als instabil um die Hochachse, und der Testpilot Kudrin hatte Schwierigkeiten, sie zu kontrollieren, da sie zu unkontrollierbaren Nickschwingungen neigte. Im Kurvenflug verlor die Maschine sofort an Höhe. Da das Seitenleitwerk nicht von einem Propeller angeblasen wurde, erwies es sich in seiner Wirkung ebenfalls als unzulänglich.
Nach zwei weiteren Testflügen wurden die Versuche wegen des hohen Risikos für die Piloten abgebrochen. Dabei wurden nur Flughöhen bis 600 m erreicht.

## Technische Daten
| Kenngröße             | Daten                                   |
| --------------------- | --------------------------------------- |
| Spannweite            | 12,0 m                                  |
| Länge                 | 4,2 m                                   |
| Flügelfläche          | 21,25 m²                                |
| Leermasse             | 550 kg                                  |
| maximale Startmasse   | 850 kg                                  |
| Höchstgeschwindigkeit | 180 km/h                                |
| Gipfelhöhe            | 3250 m (errechnet)                      |
| Reichweite            | 600 km                                  |
| Triebwerk             | ein Schwezow M-11 5-Zylinder Sternmotor |
| Leistung              | 74 kW (ca. 100 PS)                      |